# NGC 2354
NGC 2354 è un ammasso aperto nella costellazione del Cane Maggiore.

## Osservazione

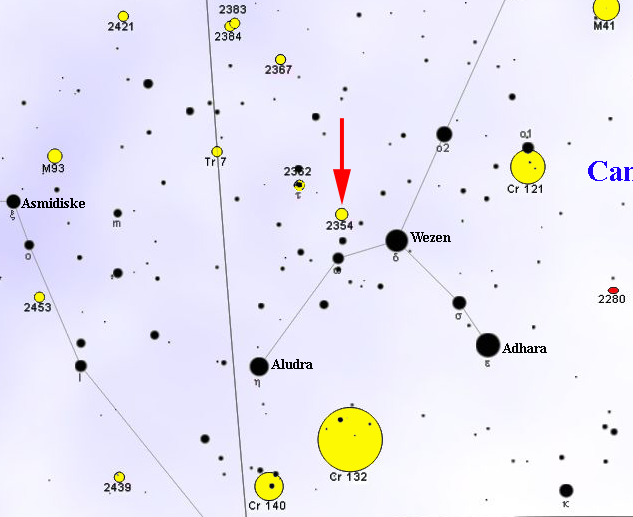
Mappa per individuare NGC 2354.

La sua posizione in cielo è facile da reperire, poiché si trova 1 grado a nordest della brillante stella δ Canis Majoris; tuttavia, non è così semplice individuare l'ammasso vero e proprio, a causa della sua elevata dispersione e del ricco campo stellare in cui si trova. Le sue componenti più luminose sono di magnitudine 9, dunque al limite della visibilità con un binocolo 10x50, ma tramite questo strumento appare più simile a una macchia nebbiosa. La risoluzione è tuttavia possibile già con un telescopio da 80mm, con cui sono visibili una ventina di stelle su uno sfondo ancora debolmente nebuloso; strumenti da 150mm e oltre lo risolvono perfettamente in decine di stelle.
La declinazione moderatamente australe di quest'ammasso favorisce gli osservatori dell'emisfero sud, sebbene si presenti circumpolare solo a partire da latitudini molto elevate; dall'emisfero boreale la sua osservazione risulta penalizzata soltanto dalle regioni situate a elevate latitudini settentrionali ed è osservabile da quasi tutte le aree popolate della Terra. Il periodo migliore per la sua osservazione nel cielo serale è quello compreso fra dicembre e aprile.

## Storia delle osservazioni
NGC 2354 venne individuato per la prima volta da William Herschel nel 1785 attraverso un telescopio riflettore da 18,7 pollici; suo figlio John Herschel lo riosservò in seguito e lo inserì poi nel suo General Catalogue of Nebulae and Clusters col numero 1507.

## Caratteristiche
NGC 2354 è un ammasso molto ricco e relativamente concentrato, oltre che piuttosto esteso; si trova alla distanza di 4085 parsec (13320 anni luce) ed è quindi situato sul Braccio di Perseo, in un punto in cui questo presenta segni di disgregazione a causa della sua terminazione.
La sua età è stimata attorno ai 134 milioni di anni ed è pertanto abbastanza giovane, anche se non tanto da contenere stelle di classe spettrale O; non mancano comunque studi in cui si riporta per quest'oggetto un'età molto maggiore, fino a un miliardo di anni. Nonostante la numerosa popolazione di giganti rosse che sembra contenere, NGC 2354 è stato oggetto di pochi studi; fra le nove giganti indicate come membri certi, ve ne sarebbe una con caratteristiche di binaria spettroscopica. L'ammasso contiene inoltre altre tre binarie di questo tipo e una binaria a eclisse.